# Qasida
Qasida (arabiska: قصيدة) är en klassisk arabisk diktform, oftast bestående av mellan 20 och 150 tvåradiga verser i en och samma rytm, med rimschemat aa, ab, ac, ad osv. Den typiska qasidan börjar med en kortare lyrisk inledning följt av en längre berättande del, som oftast är en panegyrisk lovprisning av diktarens mecenat, men som också kan vara didaktisk, religiös eller anekdotisk.
Qasidan existerade redan under förislamisk tid bland araberna, och från dem spred sig formen till Iran, Irak och Turkiet. Den sista stora qasida-diktaren var persern Qa'ani (1808-1854).
En betydande samling av qasida på arabiska skrivna av Cheikh Ahmadou Bamba Mbacke (1855-1927) finns också i Touba i Senegal. Dessa qasida har tonsatts och reciteras idag aktivt av medlemmar i den sufiska tariqa (läroväg) som kallar sig mourider och beräknas omfatta cirka 40 procent av Senegals befolkning.[källa behövs]